# 三共レッドソックス
三共レッドソックス（さんきょうレッドソックス、Sankyo Redsox）は、1950年から日本女子野球連盟に参入した日本の女子プロ野球球団。

## 球団の歴史
1950年、関浦信一を代表とした「レッドソックス」として発足し、同年3月に、製薬会社の三共（現：第一三共）をスポンサーに付け「三共レッドソックス」と改名した。1952年11月、日本女子野球連盟がノンプロ化すると、レッドソックスもノンプロに組織転換を行い、「三共女子野球部」となった。三共女子野球部は1970年11月まで活動を行い、解散した。

## 所属選手
- 中村桂子：投手。小柄ながら速球とカーブを武器にエースとして長年三共投手陣を支え、主将も務めた。大和田の入団後はエースの座を譲ったものの、チームの顔として投げ続けた。
- 瀬川はま子
- 関淑子：内野手・捕手。「ミス女子プロ野球」と呼ばれる美貌で人気を集めた。
- 増田英子
- 渋谷喜代子：強肩の外野手。トップバッターとして活躍した。
- 北條零子：俊足好守の外野手として、草創期の主将を務めた。
- 大和田恵美子：投手。身長172cmと恵まれた体格を活かして、攻守に活躍した[1]。1957年新人王。1958年から1961年まで4年連続で最優秀投手。1961年・1962年最高殊勲選手、1965年首位打者。秦孝子の引退後は助監督も務めた。
- 秦孝子：捕手・外野手。北海道夕張出身。助監督も務めた。
- 池淵富子：投手。三共最後のエース。三共女子野球部が解散すると野球を引退し、女子プロゴルフに転向。1985年の富士通レディースなど、ツアー通算8勝を挙げた。

## チーム成績・記録
日本選手権優勝：5回（1958年 - 1962年）

## スポンサー
- 三共

## 出演映画
- 初恋トコシャン息子 柳家金語楼主演・1952年

映画の中で、柳家金語楼、伴淳三郎、大泉滉、小林桂樹などが扮する芸人の野球チームが、三共女子野球部と試合を行う場面があった。